# Chuck Harvey
Chuck Harvey ou Charles Harvey est un animateur et artistes de storyboard américain ayant travaillé entre autres sur les longs métrages d'animation de Walt Disney Productions en parallèle de productions pour Warner Bros. Animation et Filmation

## Biographie
Dans le film Les Aventures de Bernard et Bianca (1977), l'animateur Ollie Johnston a été assisté par un nouveau venu des studios Disney, Chuck Harvey, principalement sur la partie démarche de l'albatros,.

## Filmographie
- 1973 : Robin des Bois, assistant animateur (non crédité)
- 1977 : Les Aventures de Bernard et Bianca, animation des personnages
- 1977 : Peter et Elliott le dragon, animation des personnages
- 1978 : Le Petit Âne de Bethléem, animation des personnages
- 1979 : Bugs Bunny's Thanksgiving Diet
- 1979 : Puff the Magic Dragon in the Land of the Living Lies (en)
- 1980 : AnimalOlympic, animateur
- 1981 : Rox et Rouky, animation des personnages
- 1982 : Stanley, the Ugly Duckling (en), animateur
- 1982 : Brisby et le Secret de NIMH, animateur (non crédité)
- 1984 : Les Schtroumpfs, animateur - 26 épisodes
- 1984 : Les Minipouss, storyboard - 8 épisodes
- 1984-1985 : Pink Panther and Sons, responsable du scénario - 26 épisodes
- 1985 : She-Ra, la princesse du pouvoir, storyboard - 65 épisodes
- 1987 : The Chipmunk Adventure, animateur
- 1987 : Les Gummi, storyboard - 1 épisode
- 1987 : Pinocchio et l'Empereur de la Nuit, animateur superviseur
- 1987 : Blanche-Neige et le Château hanté, animateur
- 1987-1988 : La Bande à Picsou, storyboard - 66 épisodes
- 1989 : La Petite Sirène, animation des personnages
- 1990-1991 : Les Tiny Toons, artiste de layout sur les personnages - 17 épisodes
- 1991-1995 : Taz-Mania, animateur - 16 épisodes
- 1992 : Les Vacances des Tiny Toons, artiste de layout sur les personnages
- 1993-1994 : Animaniacs, artiste de layout sur les personnages - 16 épisodes
- 1994 : Le Cygne et la Princesse, animateur sur "Le Cygne"
- 1994 : Pitfall: The Mayan Adventure, animateur
- 1995-1996 : Super Zéro, storyboard - 8 épisodes
- 1997-1998 : Les 101 Dalmatiens, la série, storyboard - 8 épisodes
- 1998 : Jumanji, storyboard - 1 épisode
- 1998 : The Lionhearts (en), storyboard - 13 épisodes
- 2001 : Men in Black, storyboard - 1 épisode